# Hypsopanchax jobaerti
Hypsopanchax jobaerti är en fiskart som beskrevs av Max Poll och Lambert, 1965. Hypsopanchax jobaerti ingår i släktet Hypsopanchax och familjen Poeciliidae. IUCN kategoriserar arten globalt som livskraftig. Inga underarter finns listade i Catalogue of Life.